# رزم‌ناو زمینی پ. ۱۰۰۰ راته
| رزم‌ناو زمینی پ. ۱۰۰۰ راته      | رزم‌ناو زمینی پ. ۱۰۰۰ راته |
| ------------------------------ | ------------------------- |
| کشور سازنده:                   | آلمان نازی                |
| طول تانک با لوله:              | ۳۵ متر                    |
| عرض:                           | ۱۴ متر                    |
| ارتفاع:                        | ۱۱ متر                    |
| سرعت:                          | ۲۰ متر                    |
| قدرت موتور:                    | ۲x۸۵۰۰ اسب بخار           |
| توپ‌های اصلی:                   | ۲x 280mm SK C/۳۴ L/۵۴، ۵  |
| توپ عقب:                       | ۱۲۸mm CHP                 |
| توپ‌های ضدهوائی عقب:            | ۸x 20mm Flak ۳۸           |
| توپ‌های ضد نفر زیر توپ‌های اصلی: | ۲x 15mm MG ۱۵۱/۱۵         |
|                                |                           |

رزم‌ناو زمینی پ. ۱۰۰۰ راته (به آلمانی: Landkreuzer P. 1000 Ratte) یک خودروی زرهی غول پیکر فراتر از تانک است که قرار بود توسط آلمان نازی تولید و در جنگ‌های جهانی از آن استفاده شود ولی به دلیل وجود بسیاری مشکلات پروژه آن لغو گردید.
راته بسیار بزرگ و سنگین بود به‌طوری‌که ارتفاع آن به مناره‌های برخی کلیساها می‌رسید و آنقدر عریض بود که انجام مانور در مناطق شهری غیرممکن یا بسیار سخت بود. راته آنقدر سنگین بود که سنگفرش یا آسفالت خیابان‌ها را با حرکت عادیش همچون زمینی شخم‌زده زیر و رو می‌کرد و اگر با آن از پلی رد می‌شدند پل فرو می‌ریخت. طول یک راته به ۳۵ متر می‌رسید و ارتفاع ۲ متری تسمه شنی آن کمک می‌کرد تا به راحتی از رودخانه‌ها عبور کند.
ساخت یک رزم‌ناو زمینی راته نیازمند یک کارخانه به بزرگی کارخانه جات کشتی‌سازی و ماه‌ها کار کارگران زیاد بود و حتی برای جابه‌جا کردن قطعات ساخته شده آن برای به‌کارگیری و نصب بر روی رزم‌ناو احتیاج به ترابری داشت.
در کل تولید راته هزینه‌های هنگفتی داشت که ممکن بود به اقتصاد هیتلر ضربه وارد کند.

## توسعه
در سال‌های ۱۹۴۱ میلادی یک سری تحقیقات راهبردی در مورد تانک‌های سنگین روسی توسط کروپ رهبری می‌شد که یکی از ثمرات این تحقیقات خلق راته بود. در ماه ژوئن سال ۱۹۴۲ میلادی سرپرست مهندسی گروت که برای شاخه زیردریایی وزارت تسلیحات کار می‌کرد پیشنهاد یک تانک ۱۰۰۰ تنی مجهز به جنگ‌افزارهای دریائی با نام (Landkreuzer:رزمناوزمینی) و با زرهی به سنگینی که تنها جنگ‌افزارهای دریایی بتوانند با آن رویارویی نمایند را ارائه کرد.
هیتلر شیفته این ایده شد و به کروپ دستور داد تا کار توسعه راته را آغاز کند.

## لغو پروژه
هنوز یک سال از شروع تولید قسمت‌های مختلف رت نگذشته بود که در سال ۱۹۴۳ میلادی وزیر تسلیحات وقت دولت آلمان نازی آلبرت اشپیر پروژه توسعه رت را کاملاً منتفی کرد. عده‌ای بر این باورند که اشپیر توانائی زیادی در لغو پروژه‌های غیرمنطقی هیتلر داشت و بیشتر تمرکزش را بر روی جنگ افزارهای اثبات شده می‌گذاشت.

## ساختار
راته با سه زنجیر ۱/۲ متری مرتبط به هم در هر طرف مجهز بود که با هم یک زنجیر به عرض ۷/۲ متر را تشکیل می‌دادند تا بتوانند موازنه‌ای برای وزن بیش از حد این زره پوش ایجاد کند. در حقیقت این زنجیر به پخش شدن وزن رت کمک می‌کرد.
اما با تمام این اوصاف جرم خالص راته سنگفرش خیابانها را نابود می‌کرد و نمی‌توانست از پل‌ها عبور کند ولی به واسطه ارتفاع ۲ متری شنی آن می‌توانست به راحتی از رودخانه‌ها عبور نماید.